# Mound Station, Illinois
Mound Station là một làng thuộc quận Brown, tiểu bang Illinois, Hoa Kỳ. Năm 2010, dân số của làng này là 122 người.

## Dân số
Dân số qua các năm:
- Năm 2000: 127 người.
- Năm 2010: 122 người.